# Parit (Rambutan)
Parit is een bestuurslaag in het regentschap Banyuasin van de provincie Zuid-Sumatra, Indonesië. Parit telt 557 inwoners (volkstelling 2010).